# 林宣根
林 宣根（イム・ソングン、1957年9月25日 - 2006年3月28日）は、韓国の囲碁棋士。釜山広域市 出身、韓国棋院所属、九段。名人戦挑戦者、東洋証券杯世界選手権戦ベスト16など。2004年から韓国棋院事務総長。

## 経歴
1980年入段。1984年三段の時に25連勝を記録。1986年新王戦で準優勝。1987年王位戦リーグ入り。1988年六段。1989年新王戦優勝。1992、93東洋証券杯出場。1993年八段。1994年、名人戦挑戦者となるが、李昌鎬に0-3で敗退。同年ロッテ杯中韓囲碁対抗戦出場。1995年東洋証券杯ベスト16。1998年九段。2004年マキシムコーヒー杯入神連勝最強戦ベスト4。
2006年、癌のため死去。

### タイトル歴
- 新王戦 1989年

### その他の棋歴
- 東洋証券杯世界選手権戦 ベスト16 1995年（○常昊、×聶衛平）、出場 1992年（×依田紀基）、93年（×兪斌）
- LG杯世界棋王戦 出場 1999年（×常昊）
- ロッテ杯中韓囲碁対抗戦
  - 1994年 1-1（×曹大元、○常昊）
- 新王戦 準優勝 1986年
- 名人戦 挑戦者 1994年（0-3 李昌鎬）